# Hanno Wijsman
Pour les articles homonymes, voir Wijsman.
Hanno Wijsman, né le 6 avril 1970 à Amsterdam (Pays-Bas), est un historien, médiéviste et codicologue néerlandais, professeur d'histoire médiévale à la faculté des Lettres de l'Université de Leiden.

## Biographie
Hanno Wijsman, chercheur en histoire médiévale, est spécialisé dans l'histoire culturelle du XIVe au XVIe siècle. Il se concentre particulièrement sur les livres et les bibliothèques aux Pays-Bas et en France. À l'Institut de recherche et d'histoire des textes (IRHT), il est responsable de la base de données Bibale, qui décrit l'histoire de la transmission des manuscrits et des livres anciens. Il collabore également au catalogage de manuscrits médiévaux et a publié une thèse sur la culture des manuscrits de luxe dans les anciens Pays-Bas du Moyen Âge tardif,.

## Publications
Hanno Wijsman a écrit de nombreux ouvrages, notamment :
- Luxury Bound: Illustrated Manuscript Production and Noble and Princely Book Ownership in the Burgundian Netherlands (1400-1550), Brepols, 2010  (ISBN 978-2-503-52558-7), 717 p.[5] Cette étude présente un état des connaissances sur la production et la propriété des manuscrits de luxe aux Pays-Bas à la fin du Moyen Âge. Elle explore les liens entre les manuscrits enluminés et la noblesse et la cour princière.
- Die Handschriften der Thüringer Universitäts- und Landesbibliothek Jena Ce volume est un catalogue détaillé de 28 manuscrits conservés à la bibliothèque de l'université de Jena, en Allemagne. Il se concentre sur les manuscrits français du Moyen Âge, dont douze sont richement enluminés.
- Die Flämische Bilderchronik Philipps des Schönen Ce commentaire trilingue accompagne l'édition en fac-similé du manuscrit London, BL, Yates Thompson 32. Il s'agit d'une chronique flamande illustrée de Philippe le Beau.
- Books in Transition at the Time of Philip the Fair. Manuscripts and Printed Books in the Late Fifteenth and Early Sixteenth Century Low Countries Ce volume contient des contributions en anglais et en français. Il explore la transition entre les manuscrits et les livres imprimés aux Pays-Bas à la fin du XVe et au début du XVIe siècle.
- « Le connétable et le chanoine. Les ambitions bibliophiliques de Louis de Luxembourg au regard des manuscrits autographes de Jean Miélot », in Le livre au fil de ses pages. Actes de la 14e journée d'étude du Réseau des Médiévistes belges de Langue française. Université de Liège, 18 novembre 2005, édités par Renaud Adam et Alain Marchandisse, Bruxelles, Archives et bibliothèque de Belgique, numéro spécial 87, 2009, p. 119-150.